# GORAB
GORAB (англ. Golgin, RAB6 interacting) – білок, який кодується однойменним геном, розташованим у людей на короткому плечі 1-ї хромосоми.  Довжина поліпептидного ланцюга білка становить 394 амінокислот, а молекулярна маса — 44 993.
| 10         |  | 20         |  | 30         |  | 40         |  | 50         |
| ---------- |  | ---------- |  | ---------- |  | ---------- |  | ---------- |
| MSWAAVLAVA |  | AARFGHFWGC |  | RWPGPMAQGW |  | AGFSEEELRR |  | LKQTKDPFEP |
| QRRLPAKKSR |  | QQLQREKALV |  | EQSQKLGLQD |  | GSTSLLPEQL |  | LSAPKQRVNV |
| QKPPFSSPTL |  | PSHFTLTSPV |  | GDGQPQGIES |  | QPKELGLENS |  | HDGHNNVEIL |
| PPKPDCKLEK |  | KKVELQEKSR |  | WEVLQQEQRL |  | MEEKNKRKKA |  | LLAKAIAERS |
| KRTQAETMKL |  | KRIQKELQAL |  | DDMVSADIGI |  | LRNRIDQASL |  | DYSYARKRFD |
| RAEAEYIAAK |  | LDIQRKTEIK |  | EQLTEHLCTI |  | IQQNELRKAK |  | KLEELMQQLD |
| VEADEETLEL |  | EVEVERLLHE |  | QEVESRRPVV |  | RLERPFQPAE |  | ESVTLEFAKE |
| NRKCQEQAVS |  | PKVDDQCGNS |  | SSIPFLSPNC |  | PNQEGNDISA |  | ALAT       |

A: Аланін

C: Цистеїн

D: Аспарагінова кислота

E: Глутамінова кислота

F: Фенілаланін

G: Гліцин

H: Гістидин

I: Ізолейцин

K: Лізин

L: Лейцин

M: Метіонін

N: Аспарагін

P: Пролін

Q: Глутамін

R: Аргінін

S: Серин

T: Треонін

V: Валін

W: Триптофан

Задіяний у таких біологічних процесах як поліморфізм, альтернативний сплайсинг. 
Локалізований у цитоплазмі, апараті гольджі.